# Li Zehua
Dans ce nom chinois, le nom de famille, Li, précède le nom personnel Zehua.
Li Zehua (chinois simplifié : 李泽华) est un présentateur, journaliste citoyen et rappeur chinois né en 1995. Inspiré par Chen Qiushi, il se rend en février 2020 à Wuhan durant la pandémie de Covid-19 et commence à documenter la situation locale. Arrêté le 26 février 2020, il réapparaît le 22 avril 2020 après 1 mois et 27 jours de captivité.

## Biographie
Li Zehua est né en 1995 à Pingxiang (Jiangxi). En 2016 il obtient son diplôme de l'université de communication de Chine et rejoint le groupe de communication national China Central Television (CCTV) en tant que présentateur de télévision.

### Pandémie de Covid-19
Pendant la pandémie de coronavirus de 2019-2020, il démissionne de China Central Television et trouve un moyen d'entrer dans Wuhan, épicentre de la maladie.
Il est inspiré par Chen Qiushi, lanceur d'alerte et journaliste citoyen arrêté le 6 février 2020 et disparu depuis son arrestation. Avec l'aide d'habitants de Wuhan, il arrive à obtenir une voiture et à trouver un logement sur place. Les jours suivants, il vlog pour présenter la situation à Wuhan, en fort contraste avec la version du gouvernement.
Dans ses vidéos, il rend compte des efforts des quartiers pour dissimuler les nouvelles infections et interviewe des résidents malades. Il filme un crématorium où un travailleur lui déclare que les gens avaient reçus des augmentations de salaires pour transporter des corps.

### Arrestation
A l'instar de Chen Qiushi (arrêté le 6 février 2020) et Fang Bin (arrêté le 9 février 2020), il est arrêté le 26 février 2020. Tous trois sont disparus depuis leurs arrestation. Il est présumé détenu par des agents du ministère de la Sécurité de l'État,,,. Radio Free Asia annonce le 28 février qu'il pourrait avoir été libéré le même jour et assigné à domicile mais ces informations sont contredites par plusieurs rapports disant qu'il n'a pas été libéré,.

### Libération
Li est finalement libéré le 22 avril 2020. Il publie une vidéo, sous-titrée en anglais, dans laquelle son ton est neutre et patriotique, en fort contraste avec ses vidéos précédentes. Le militant des droits de l'homme Ou Biaofeng déclare sur Radio Free Asia que cette intervention était probablement commandée par les autorités.

## Réactions
- Le représentant américain Jim Banks a écrit le 1er avril 2020 au département d'État des États-Unis pour demander l'ouverture d'une enquête sur la disparition des trois citoyens journalistes[15].